# Severozápadní front (druhá světová válka)
Severozápadní front (rusky Северо-Западный фронт) byla vojenská formace Rudé armády za druhé světové války.

## Historie
Severozápadní front vznikl 22. června 1941 přejmenováním Pobaltského vojenského okruhu.
V pohraniční bitvě s německou skupinou armád Sever byl front poražen. Pokus sovětských vojsk zachytit se začátkem července na Dvině neuspěl, 8. armáda ustoupila na sever do Estonska, ostatní síly frontu na západ k Novgorodu. V polovině července front částí sil provedl protiútok u Solců, v polovině srpna u Staré Russy. Tyto protiútoky zdržely německou ofenzívu na Leningrad. Od září 1941 se front bránil na děmjanském směru.
V zimní ofenzívě Rudé armády 1941 – 42 vojska frontu v Toropecko-cholmské operaci postoupila o 250 km a obchvátila děmjanské, ze severu též rževsko-vjazemské uskupení Wehrmachtu. 22. ledna byla vojska levého křídla frontu předána Kalininskému frontu. Severozápadní front se soustředil na osvobození Děmjanska, což se podařilo až v únoru 1943, poté co město německá armáda vyklidila. Poté se vojska frontu pokusila o průlom fronty, se záměrem vrhnout do průlomu skupinu vojsk generála Chozina (operace Polárka ve spolupráci s Volchovským a Leningradským frontem), ale německá fronta odolala a Chozinovy armády byly poslány na jih.
20. listopadu 1943 byl front zrušen podle rozkazu Hlavního stanu z 15. listopadu.

## Podřízené jednotky
- 8. armáda (22. června – 14. července 1941)
- 11. armáda (22. června 1941 – 3. dubna 1943)
- 27. armáda (22. června – 25. prosince 1941)

- 1. úderná armáda (2. února 1942 – 20. listopadu 1943)
- 3. úderná armáda (27. prosince 1941 – 21. ledna 1942)
- 4.úderná armáda (25. prosince 1941 – 22. ledna 1942)
- 34. armáda (6. srpna 1941 – 20. listopadu 1943)
- 48. armáda (7. – 20. srpna 1941)
- 53. armáda (1. května 1942 – 22. března 1943)
- 68. armáda (13. března – 5. května 1943)
- 22. armáda (21. dubna – 13. října 1943)
- 6. letecká armáda (14. června 1942 – 20. listopadu 1943)
- skupina vojsk generála Chozina (15. února – 12. března 1943)
  - 1. tanková armáda
  - 68. armáda
- Novgorodská armádní skupina

## Velení
Velitel
- 22. června – 3. července 1941 generálplukovník Fjodor Isidorovič Kuzněcov
- 3. července – 23. srpna 1941 generálmajor Pjotr Pjotrovič Sobennikov
- 23. srpna 1941 – 15. října 1942 generálporučík Pavel Alexejevič Kuročkin
- 15. října 1942 – 14. března 1943 maršál Sovětského svazu Semjon Konstantinovič Timošenko
- 14. března – 22. června 1943 generálplukovník Ivan Stěpanovič Koněv
- 23. června – 20. listopadu 1943 generálporučík (od 28. srpna 1943 generálplukovník) Pavel Alexejevič Kuročkin

Člen vojenské rady
- červen 1941 – sborový komisař Pjotr Akimovič Dibrova
- červenec 1941 – květen 1943 sborový komisař (od 6. prosince 1942 generálporučík) Vladimír Nikolajevič Bogatkin
- květen – listopad 1943 generálporučík Fjodor Jefimovič Bokov

Náčelník štábu
- 22. – 30. června 1941 generálporučík Pjotr Semjonovič Klenov
- 30. června 1941 – květen 1942 generálporučík Nikolaj Fjodorovič Vatutin
- květen – srpen 1942 generálmajor Ivan Timofejevič Šlemin
- srpen – říjen 1942 generálporučík Michail Nikolajevič Šarochin
- říjen 1942 – březen 1943 generálporučík Veniamin Michajlovič Zlobin
- březen – listopad 1943 generálporučík Alexandr Nikolajevič Bogoljubov
- listopad 1943 generálmajor Pjotr Ivanovič Igolkin